# Mirage (album d'Especia)
Pour les articles homonymes, voir Mirage (homonymie).
Albums de Especia
Primera
(18 fév. 2015)
Albums par Especia
CARTA
(26 fév. 2016)
Vidéos par Especia
Viva Discoteca Especia 2014
(1er oct. 2014)
Mirage est le 4e mini album du groupe japonais Especia, deuxième EP du groupe à sortir sur un label « major », sorti en août 2016.

## Détails de l'album
Après la sortie du troisième EP Primera en février 2015 sur le label VERSIONMUSIC de Victor Entertainment, l'album Mirage sort le 10 août 2016 sous le label Bermuda Entertainment Japan en deux éditions : régulière (CD seulement) et limitée (CD+DVD). Il atteint la 145e au classement hebdomadaire des ventes de l'Oricon et s'y maintient pendant une semaine.
Il est le premier sans les membres Chika Sannomiya, Chihiro Mise et Monari Wakita retirées en mars 2016 et avec le nouveau membre Mia Nascimiento (d'origine portugaise) intégrée en juin 2016. Il est également le premier album du groupe à être interprété entièrement en anglais (la langue du groupe étant en japonais), ce dû à l'intégration d'une membre étrangère, ne parlant pas la langue japonaise.
Le CD contient au total quatre titres inédites ; avant la sortie de l'album, les titres sont dévoilés sur les sites de service d'écoutes de musique SoundCloud et OTOTOY. Le DVD de l’édition limitée contiendra une vidéo de la mini tournée des Especia (encore à 5 membres à ce moment-là), Especia « Estrella » Tour 2015 , tenue en janvier dernier à qui a eu lieu à Tokyo et Shinkiba au STUDIO COAST.

## Musiques vidéo
La musique vidéo complète de la chanson inédite Savior est mise en ligne sur la chaîne YouTube du groupe le 5 août 2016 afin de promouvoir la sortie de l'album. Peu après, la musique vidéo d'une chanson Nothing également est publiée le 8 novembre novembre suivant.

## Membres
Membres crédités sur l'album : 
- Haruka Tominaga (leader)
- Erika Mori
- Mia Nascimiento

## Liste des titres
| CD    | CD      | CD    | CD | CD | CD | CD | CD | CD | CD |
| No    | Titre   | Durée |    |    |    |    |    |    |    |
| ----- | ------- | ----- | -- | -- | -- | -- | -- | -- | -- |
| 1.    | Savior  | 4:14  |    |    |    |    |    |    |    |
| 2.    | Affair  | 4:20  |    |    |    |    |    |    |    |
| 3.    | Helix   | 5:27  |    |    |    |    |    |    |    |
| 4.    | Nothing | 4:15  |    |    |    |    |    |    |    |
| 18:16 |         |       |    |    |    |    |    |    |    |

| 1. | 2016/1 « Estrella Tour -Viva Final- » @STUDIO COAST |  |